# Денисов, Пётр Николаевич
Пётр Николаевич Денисов (18 июня 1851 — 1922) — генерал-майор, командир 4-й бригады Заамурского округа Отдельного корпуса пограничной стражи.

## Биография
Происходил из дворян Войска Донского (Аксайской станицы), православный.
В службу вступил в 1871 году в Николаевское кавалерийское училище. Окончив училище по 1-му разряду в 1873 году, произведён в корнеты в лейб-гвардии Казачий Его Величества полк; в 1875 произведён в поручики.
Находился в походах и военных действиях на Дунае и в Европейской Турции во время войны 1877—1878 гг.: в 1877 году отправился с полком в действующую Дунайскую армию, в составе лейб-гвардии Сводно-Казачьего полка под нач. флигель-адъютанта Жеребкова выступил из Петербурга, перешёл границу Румынии в Унгенах и переправился через Дунай; в том же году был командирован в Петербург для принятия из полкового цейхгауза материалов для обмундирования нижним чинам полка. Участвовал в тесной блокаде Плевны в Высочайшем присутствии, в последнем Плевненском бою и при взятии в плен армии Османа-паши в Высочайшем присутствии; следуя в Казанлык, перешёл через Балканы по Шипкинскому перевалу; находился в движении от Казанлыка к Адрианополю, затем к Сан-Стефано, а отсюда — к Родосто, где находился по день посадки на суда для возвращения в Россию; высадился в Севастополе. В 1878 году был командирован в Новочеркасск.
В 1879 году произведён в штабс-ротмистры. В 1880 году командирован на службу в Петербург. В 1883 году находился в Москве в составе войск по случаю Священного Коронования Их Императорских Величеств.
В 1885 году произведён в ротмистры. Член полкового суда (1887—1892). В 1891 году переименован в есаулы. Временно исполнял должность помощника командира полка по строевой части.
2 апреля 1895 года произведён в полковники. 24 февраля 1898 года переведён в отдельный корпус пограничной стражи.
24 февраля 1898 года, будучи помощником командира Лейб-гвардии Его Величества казачьего полка по строевой части, переведён помощником начальника охранной стражи Китайско-Восточной железной дороги (Маньчжурской охранной стражи, г. Харбин).
С 22 марта 1902 года — командир 4-й бригады Заамурского округа Отдельного корпуса пограничной стражи (в связи с реорганизацией охранной стражи КВЖД; штаб бригады — в Ляояне). 4-я бригада несла службу по охране КВЖД от пункта несколько южнее Харбина до Порт-Артура.
Участвовал в кампании в Китае в 1900—1901 годах и в Русско-японской войне 1904—1905 годов, когда 4-й бригаде, продолжавшей нести охрану железной дороги, приходилось непосредственно участвовать в боях, в частности, известный прорыв 19-й роты 4-й бригады в районе деревни Маетунь, в Ляоянском сражении осуществлялся пограничниками, приданными 1-му Восточно-Сибирскому Его Величества полку (полковник Леш) для усиления правого фланга русской армии. Полковник Денисов, на которого возлагались другие задания, тем не менее, 17 августа 1904 года в критический момент боя находился в расположении частей вверенной ему пограничной бригады, отражавших атаки японских полевых частей в деревне Маетунь.
Произведён за отличие по службе Высочайшим приказом по ОКС 17 апреля 1905 года в генерал-майоры со старшинством с 5 октября 1904 года.
Уволен от службы за болезнью Высочайшим приказом от 14 апреля 1906 года с мундиром и пенсией.

### Семья
Отец — Николай Иванович Денисов (1821 — ?), сын генерал-майора Ивана Денисовича Денисова (1781—1848), участника Заграничного похода русской армии (1813—1814); поручик, погиб при охране западных границ России.

## Награды
- орден св. Станислава 3 степени (1875)
- орден св. Анны 3 степени с мечами и бантом (1878)
- орден св. Станислава 2 степени (1883)
- орден св. Анны 2 степени (1889)
- орден св. Владимира 4 степени (1893)
- светло-бронзовая медаль «В память русско-турецкой войны 1877—1878»
- темно-бронзовая медаль в память Священного Коронования Их Императорских Величеств в 1883
- вензелевое изображение имени Государя Императора Александра II
- румынский Железный крест
- черногорский орден Князя Даниила I
- французский орден Почётного Легиона (1897)